# Гювен Хокна
Гювѐн Хокна̀ (на турски: Güven Hokna) е турска театрална, филмова и телевизионна актриса. Освен в сериала „Листопад“ (в ролята на Хайрие Текин), тя е играла също така и в „Долината на вълците“, „Втора пролет“ и др. Завършва държавна консерватория в Анкара. Хокна е работила 35 години в Държавния театър.

## Частична филмография
- Вятърничав – 2019-2020 - Шукран
- Бахтияр Олмез – 2017-2018
- Ти си моя 2015
- Улица Мир – 2012
- Не без теб (серия) – 2011
- Beyaz Show – 2010
- Листопад – 2006-2010 - Хайриe
- Долината на вълците – 2004
- Втора пролет – 1998